# Archelaüs van Cappadocië
Archelaüs (Grieks: Ἀρχέλαος) was de laatste koning van Cappadocië. Hij regeerde van 36 v.Chr. tot 17 na Chr.
Archelaüs was de achterkleinzoon van de Archelaüs die in de eerste en derde Mithridatische Oorlog als generaal had gediend in het leger van Pontus. Hij had zijn koningschap te danken aan Marcus Antonius, die Ariarathes X het koningschap ontnam en zo een einde maakte aan koningsdynastie van de Ariarathesen. Marcus Antonius benoemde Archelaüs als nieuwe koning van Cappadocië. Na de Slag bij Actium trok Archelaüs zijn steun aan Marcus Antonius echter in, en zwoer hij trouw aan Octavianus, die hem in zijn koningschap bevestigde en zijn gebied uitbreidde door er delen van Cilicië en Armenia Inferior aan toe te voegen.
Op het internationale politieke toneel was Archelaüs vrij invloedrijk. Hij had goede contacten aan het keizerlijk hof. Door zijn huwelijken wist hij zijn invloed in het oosten nog te vergroten. Zijn eerste huwelijk was met een prinses uit het koninklijk huis van Armenia, bij wie hij zijn dochter Glaphyra kreeg. Later huwde hij Pythodoris, de weduwe van koning Polemo II van Pontus, waardoor twee van de belangrijkste koninkrijken in het oosten met elkaar verbonden werden. Ook was hij goed bevriend met Herodes de Grote, wat ertoe leidde dat hij zijn dochter Glaphyra uithuwelijkte aan Herodes' zoon Alexander.
Bij zijn onderdanen was Archelaüs echter niet erg geliefd, vermoedelijk mede omdat hij niet uit de Cappadocische koningsdynastie stamde. Op een zeker moment dienden zijn onderdanen zelfs een klacht in bij keizer Augustus, maar mede op voorspraak van Tiberius werd hij vrijgesproken. In later tijd was het echter dezelfde Tiberius, die inmiddels keizer geworden was, die Archelaüs ervan beschuldigde een opstand tegen Rome voor te bereiden. Tiberius liet Archelaüs gevangennemen en naar Rome brengen, waar hij na een korte gevangenschap overleed (17 na Chr.). Cappadocië werd een Romeinse provincia. Zijn zoon Archelaüs II heerste vanaf zijn dood tot in elk geval 36 na Chr. over een deel van Cilicië.
In historische bronnen wordt Archelaüs genoemd als auteur van een geografisch werk en van verhandelingen met de titels Over stenen en Over rivieren. Deze werken zijn echter geen van alle bewaard gebleven.